# 李再雯
李再雯（1922年—1967年12月21日），女，河北滦县人，原籍山东，中国评剧表演艺术家，艺名小白玉霜、筱白玉霜，第二、三届全国政协委员。评剧表演艺术家白玉霜养女。